# أبو إسحاق إبراهيم بن أبي بكر
أبو إسحاق إبراهيم بن أبي بكر أو أبو إسحاق إبراهيم الثاني هو السلطان الحفصي الرابع عشر، ولد في ربيع الأول 737 هـ/ أكتوبر-نوفمبر 1336م، وتوفي يوم 12 رجب 770 هـ /19 فيفري 1369م. جلس على كرسي الخلافة الحفصية عام 1350 م، بعد أن كان مختفيا في تونس العاصمة. 

## سيطرة الحاجب ابن تافراجين
عندما بويع أبو إسحاق لم يكن له من العمر إلا ثلاث عشرة سنة، وهو ما جعل حاجبه أي وزيره أبو محمد ابن تافراجين يسيطر فعليا على الحكم، حتى قال عنه ابن الشماع «وانتهى أمره إلى أن يسلم عليه سلام الملوك»، وذلك طيلة أربع عشرة سنة أي حتى وفاته، وفي هذا العهد:
- تمرد بنو مكي حكام قابس وجربة بالجنوب التونسي، وتمددت سيطرتهم جنوبا إلى طرابلس وشمالا إلى صفاقس، وتزامن ذلك مع تدخل حاكم جنوة الذي هجم على طرابلس ثم سلمها لبني مكي.[2]
- قوة نفوذ الزعماء المحليين بمدن الجنوب الغربي التونسي، قفصة، توزر، نفطة[2]
- تهديد المرينيين للجهات الغربية من الدولة الحفصية، مستغلين استقلال بني جامع، ليستولي السلطان أبو عنان عام 1355 م على بجاية ثم قسنطينة ثم دخل أسطوله إلى مدينة تونس، وبقي بها مدة شهرين[1]، وفي حين فر ابن تافراجين إلى المهدية، تحول أبو إسحاق إلى داخل البلاد التونسية.[2] ولم يعد النفوذ الحفصي إلى تونس العاصمة إلا عام 758 هـ/1357 م، ووقع تجديد البيعة لأبي إسحاق إبراهيم الثاني الذي توجه إلى بجاية ليستعيدها من المرينيين[1]، لتتغير الساحة السياسية تماما بعد وفاة السلطان المريني أبي عنان مقتولا أواخر عام 759 هـ/ ديسمبر 1358م، وابن تافراجين في أوائل عام 766هـ/ 1368م.[2]

## حكم أبي إسحاق الفردي
وقد دامت هذه الفترة أربع سنوات، استمر خلالها نفوذ أبي إسحاق في التقلصن حيث خرجت عن طاعته جربة من جديد، وكذا المهدية وفشلت حملته ضد نفطة، وتعرضت العاصمة نفسها إلى هجوم من والي عنابة الحفصي، غير أن ذلك الهجوم فشل، وبقيت الدولة الحفصية مقسمة بين تونس من جهة ووبجية بقيادة أبي العباس من جهة أخرى

## مع الدولالأوربية
خلال عهد ابن تافراجين تم ربط العلاقة مع مملكتين مسيحيتين هما بيزا وأرغون إذ تم عقد اتفاقيتين مع الأولى في 11 ربيع الثاني 754 هـ/ 16 ماي 1353 م لمدة عشر سنوات، والثانية بتاريخ 24 صفر 761هـ/ 15 جانفي 1360 م وتدوم مدتها عشر سنوات أيضا ، وقد استمرت العلاقات متينة فيما بعد بين الدولة الحفصية وأرغون

## إشارات مرجعية
1. 1 2 3 4 5  ابن الشماع، الأدلة البينة النورانية في مفاخر الدولة الحفصية، تحقيق الطاهر المعموري، الدار العربية للكتاب، تونس، 1988، ص 101-105
2. 1 2 3 4 5 6 7 8 9  روبار برنشفيك، تاريخ إفريقية في العهد الحفصي، من القرن 13 إلى نهاية القرن 15، تعريب حمادي الساحلي، دار الغرب الإسلامي، بيروت، 1988، ج 1، ص 202 وما بعدها

| سبقه أبو العباس الفضل | سلطان حفصي (تونس) 750هـ-770هـ/1350م- 1369م | تبعه أبو البقاء خالد الناصر الثاني |